# Euceros obesus
Euceros obesus là một loài tò vò trong họ Ichneumonidae.